# 塔拉坎达乌帕齐拉
塔拉坎达（羅馬化：Tara Khanda）是孟加拉国的一个乌帕齐拉，位于迈门辛专区迈门辛县。